# Jeju-Vulkaninsel und Lavatunnel
Jeju-Vulkaninsel und Lavatunnel ist eine von der UNESCO gelistete Stätte des Weltnaturerbes in dem ostasiatischen Staat Südkorea. Die Welterbestätte umfasst drei Naturobjekte auf der Vulkaninsel Jejudo: den Vulkan Hallasan im Zentrum der Insel, das Geomunoreum-Lavaröhrensystem im Nordosten und den vor der Küste im Meer liegenden Tuffkegel Seongsan Ilchulbong.

## Hintergrund
Die Vulkaninsel Jejudo ist die mit Abstand größte Insel Koreas und liegt etwa 85 km vor Südspitze der Koreanischen Halbinsel. Sie entstand vor etwa 1,2 Millionen bis vor 700.000 Jahren durch einen ständigen Prozess von Vulkanausbrüchen auf dem Meeresgrund. Vor 300.000 bis 100.000 Jahren bildete sich der Hallasan als Schildvulkan, der das Bild der Insel prägt und mit einer Höhe von 1950 Metern der höchste Berg Südkoreas ist. Durch Ausbrüche des Geomunoreum, eines Flankenvulkans des Hallasan an dessen Ostflanke, entstand in demselben Zeitraum das Geomunoreum-Lavaröhrensystem aus mehreren Lavaröhren, die sich von dem Vulkan aus nach Nordnordwest bis zum Meer erstrecken. Vor der Ostküste der Insel ist in einer Zeitspanne von vor 5000 Jahren bis vor 120.000 Jahren der aus dem Meer aufragende Tuffkegel des Seongsan Ilchulbong aus einer phreatomagmatischen Explosion entstanden.

## Eintragung
Jeju-Vulkaninsel und Lavatunnel wurde 2007 aufgrund eines Beschlusses der 31. Sitzung des Welterbekomitees als Naturerbestätte in die Liste des UNESCO-Welterbes eingetragen.
Die Welterbestätte umfasst fünf Areale. Diese haben insgesamt einen Schutzbereich von 9475,2 ha. Die einzelnen Schutzbereiche sind jeweils von Pufferzonen umgeben, die insgesamt eine Fläche von 9370,8 ha haben.
Das größte dieser Areale (Lage, Schutzbereich 9093,1 ha, Pufferzone 7347,4 ha) umfasst einen Teil des Hallasan-Nationalparks  im Zentrum der Insel an den Hängen des Hallasan. Drei Areale gehören zu dem Geomunoreum-Lavaröhrensystem. Ein erstes Areal (Lage, Schutzbereich 64,6 ha, Pufferzone 635,5 ha) umfasst den Kegel des Flankenvulkans Geomunoreum. Ein zweites Areal (Lage, Schutzbereich 23,8 ha, Pufferzone 635,5 ha) umfasst die Lavaröhre Bengdwi-gul. Das dritte Areal (Lage, Schutzbereich 241,9 ha, Pufferzone 635,4 ha) umfasst die Lavaröhren Mangjang-gul, Gimnyeong-gul, Yongcheon-donggul und Dangcheomul-donggul. Die Pufferzonen dieser drei Areale grenzen aneinander. Das letzte Areal (Lage, Schutzbereich 51,8 ha, Pufferzone 117 ha) umfasst den Tuffkegel Seongsan Ilchulbong.
In der Begründung für die Eintragung heißt es unter anderem:

„Die Stätte von herausragender ästhetischer Schönheit gibt auch Zeugnis für die Geschichte des Planeten, seine Eigenschaften und Prozesse. … Die unvergleichliche Qualität des Geomunoreum-Lavaröhrensystems und die Zurschaustellung der vielfältigen zugänglichen vulkanischen Eigenschaften in den beiden anderen Komponenten bieten einen unverwechselbaren und wichtigen Beitrag zum Verständnis des globalen Vulkanismus.“

Die Eintragung erfolgte aufgrund der Kriterien (vii) und (viii).

„(vii): Das Geomunoreum-Lavaröhrensystem, das als das schönste Höhlensystem dieser Art auf der Welt gilt, hat auch für mit solchen Phänomenen Unerfahrene eine hervorragende visuelle Wirkung. Es zeigt das einzigartige Schauspiel von mehrfarbigen Carbonatdekorationen, die die Decken und Böden schmücken, und dunkel gefärbter Lavawände, die teilweise durch eine Wandmalerei aus Carbonatablagerungen bedeckt sind. Der festungsähnliche Tuffkegel Seongsan Ilchulbong, dessen Wände aus dem Ozean ragen, ist ein dramatisches Landschaftsmerkmal, und der Berg Halla mit seinen vielfältigen Texturen und Farben im Wechsel der Jahreszeiten, Wasserfälle, das Zeigen von vielfach geformten Felsformationen und säulenartig verbundenen Klippen und der hoch aufragende Gipfel mit seinem seegefüllten Krater ergänzen die landschaftliche und ästhetische Anziehungskraft.“

„(viii): Jeju hat einen besonderen Wert als einer der wenigen großen Schildvulkane in der Welt, die über einem Hotspot auf einer stationären Kontinentalkrustenplatte errichtet sind. Es zeichnet sich durch das Geomunoreum-Lavaröhrensystem aus, das die eindrucksvollste und bedeutendste Serie geschützter Lavaröhrenhöhlen der Welt ist und eine spektakuläre Auswahl an sekundären Carbonat-Speleothemen (Stalaktiten und andere Dekorationen) mit einer Fülle und Vielfalt umfasst, die an anderer Stelle innerhalb einer Lavahöhle unbekannt sind. Der Tuffkegel Seongsan Ilchulbong hat außergewöhnliche Freilegungen seiner strukturellen und sedimentologischen Eigenschaften und ist damit ein Weltklasse-Standort zum Verständnis von Surtseyanischen Vulkanausbrüchen.“

## Bildergalerie

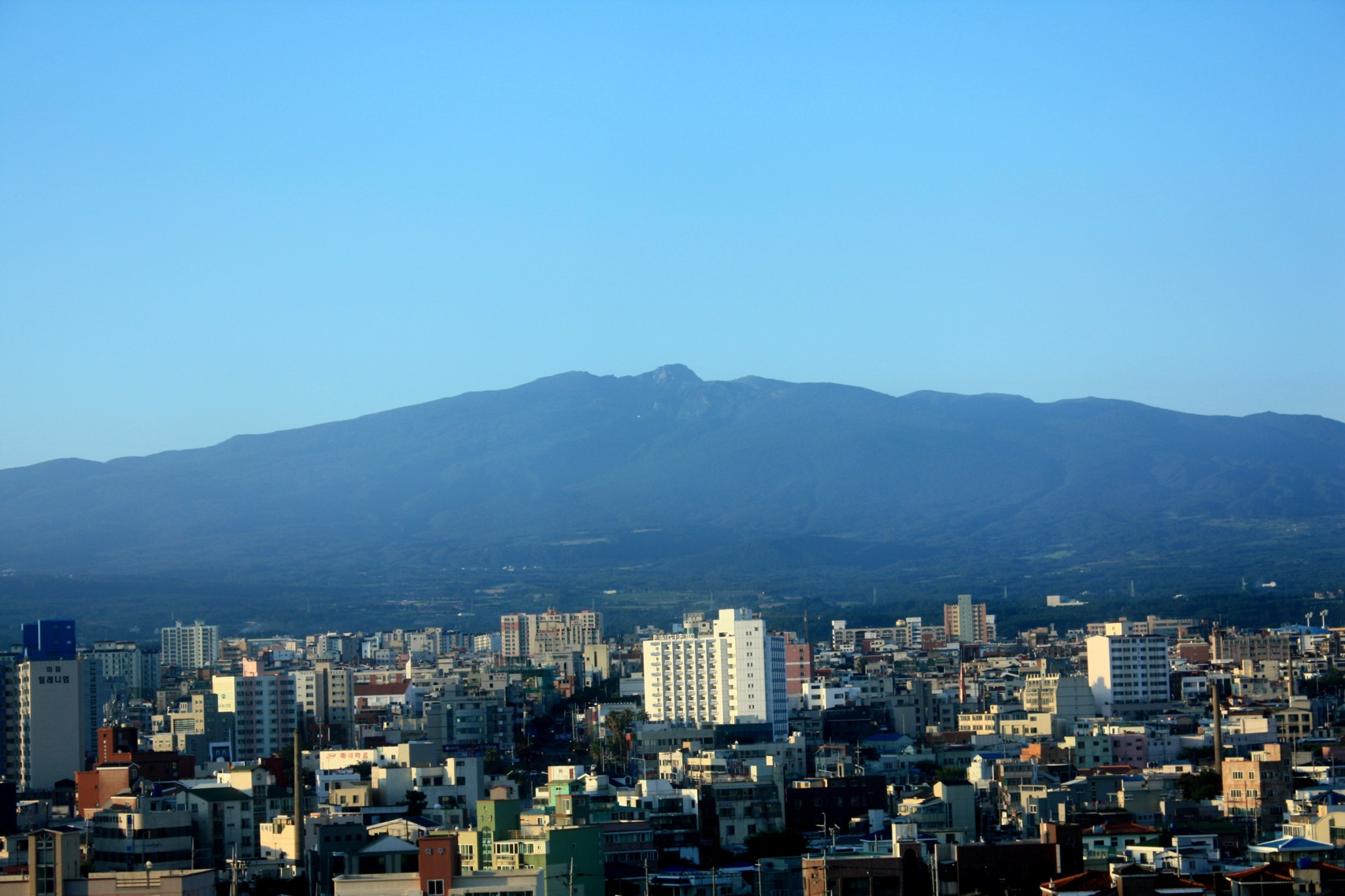
Hallasan
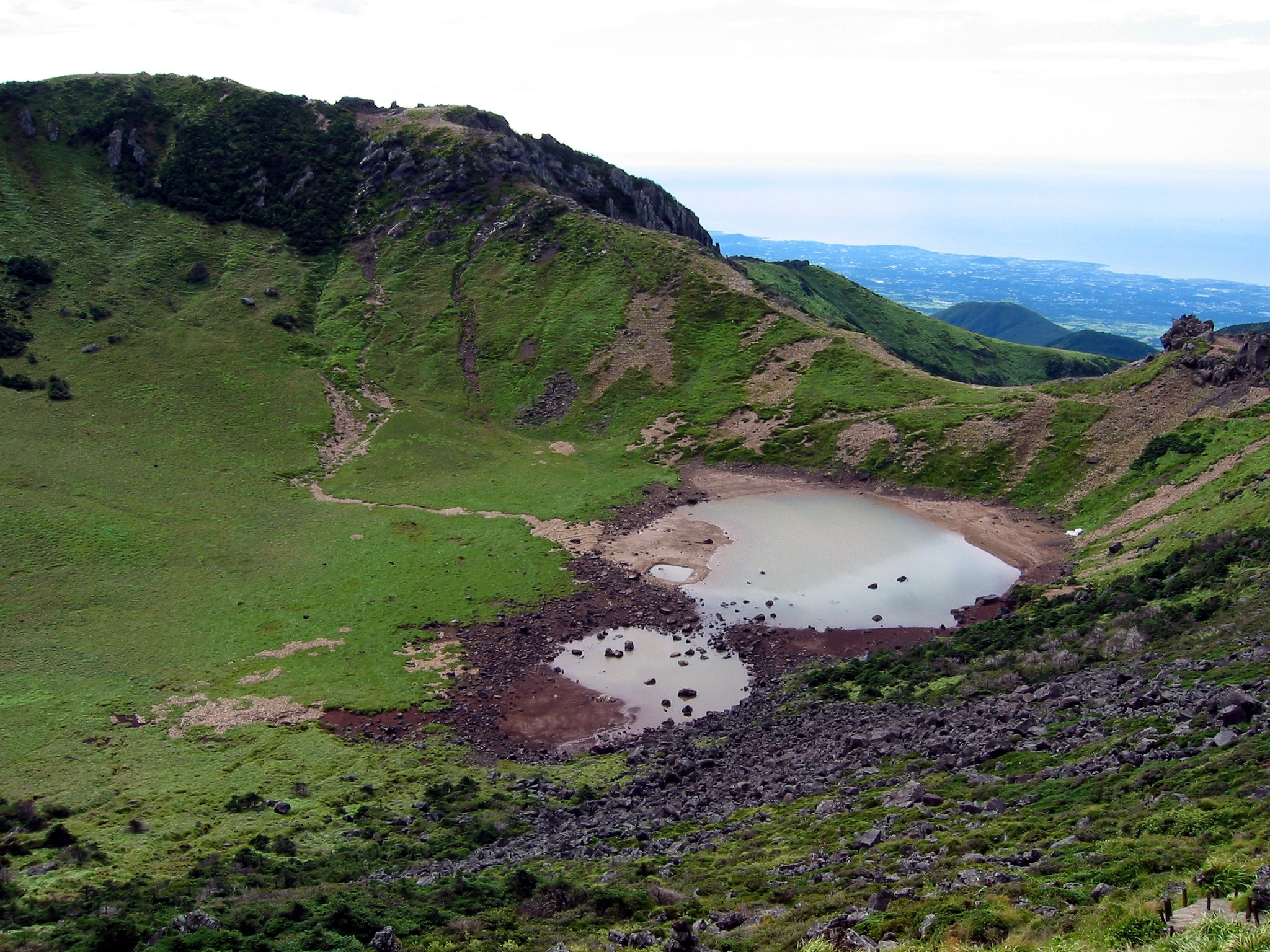
Kratersee
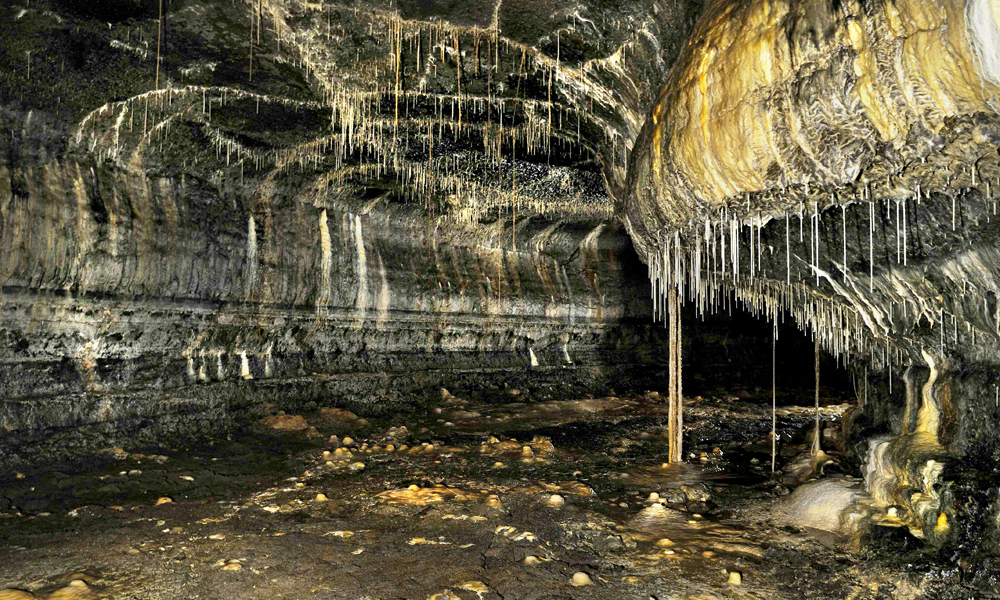
Lavaröhre
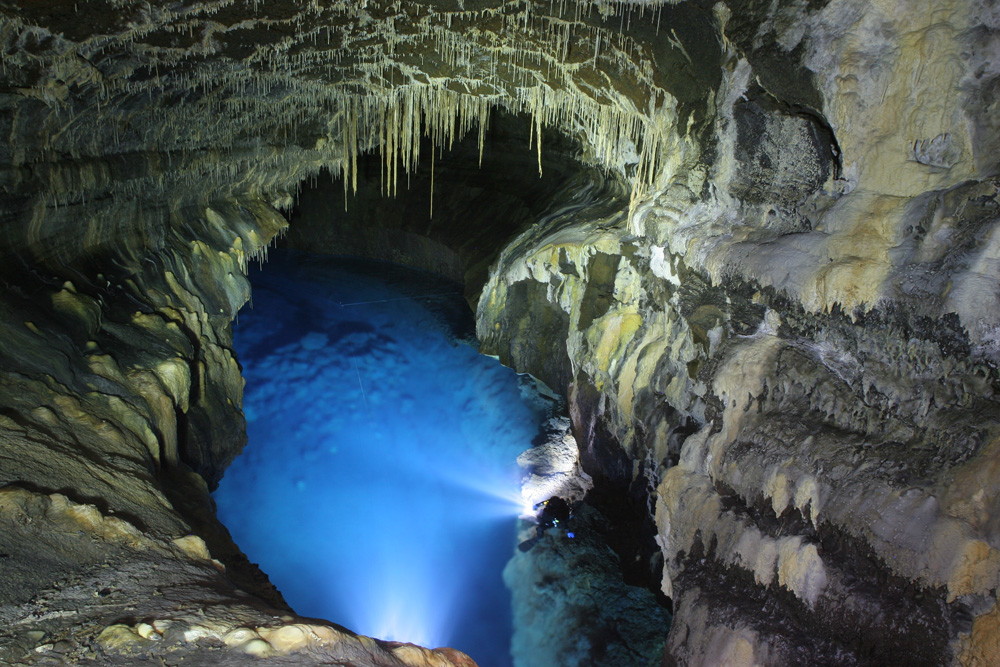
Millennium-Lake in der Yongcheon-Höhle
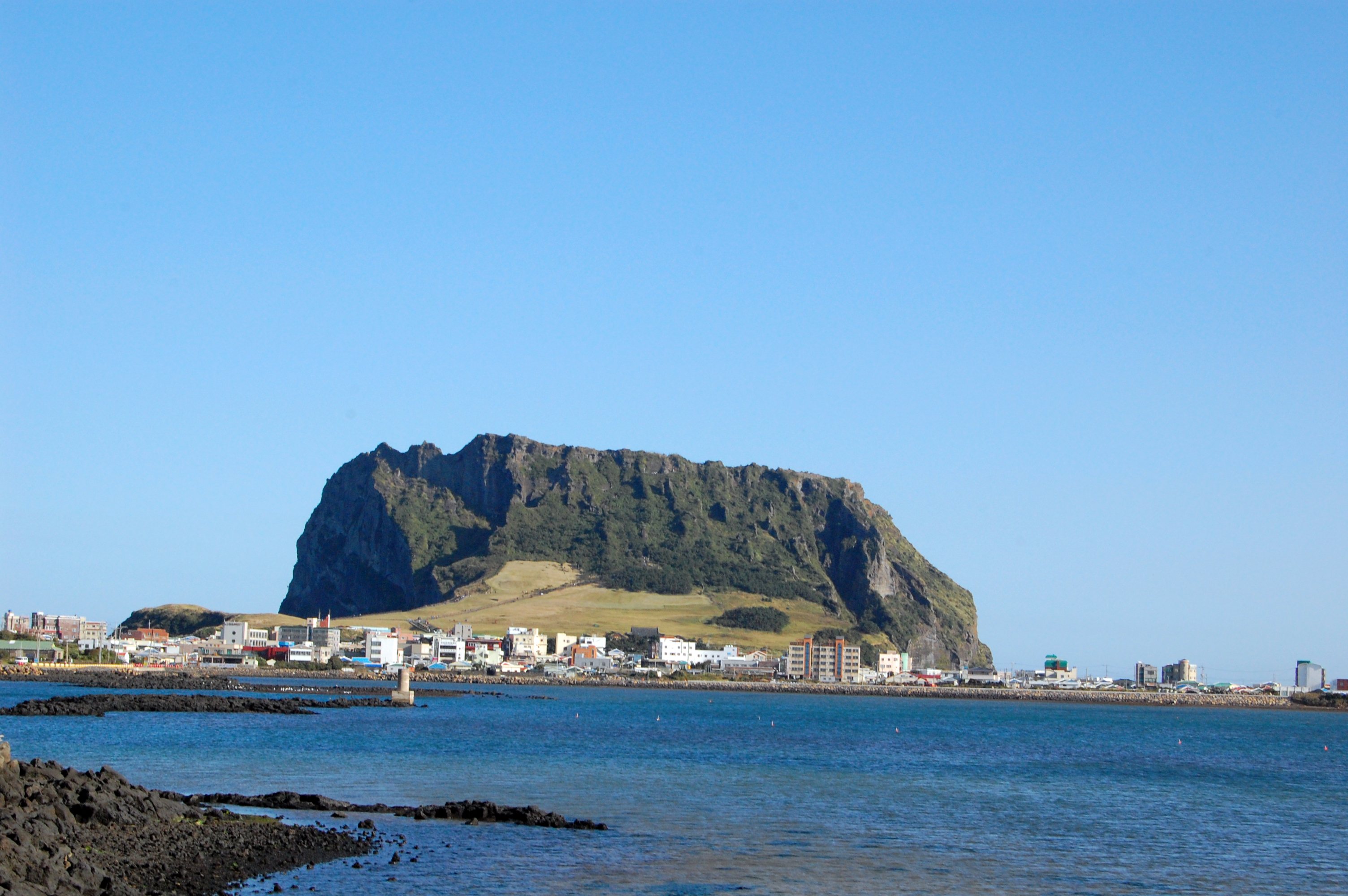
Seongsan Ilchulbong